# Pseudozoysia
Pseudozoysia, es un género monotípico de plantas herbáceas perteneciente a la familia de las poáceas. Su única especie: Pseudozoysia sessilis Chiov., es originaria de Somalia.